# سایبرسکس
سایبرسکس (انگلیسی: Cybersex)، سکس کامپیوتری یا در محاوره سکس اینترنتی، به رابطه جنسی مجازی یا اینترنتی ای گفته می‌شود که در آن، دو یا چند نفر از افراد از راه دور، با استفاده از شبکه کامپیوتری برای هم پیام‌هایی حاوی تجربیات جنسی یا پورنوگرافی خود را ارسال می‌کنند.
در واقع، رابطه جنسی فانتری، حالتی است که در آن شرکت‌کنندگان حاضر در شبکه، اقدامات خود را برای اشخاص دیگر توصیف می‌کنند و در مقابل، افراد دیگر واکنش خود را نسبت به آن که عمدتاً به شکل متنی  تحریک آمیز است، نشان می‌دهند.
سایبرسکس اغلب، شامل خود ارضایی در زندگی واقعی شخص نیز می‌شود.

محیط‌های مجازی ای که درآن سایبرسکس اتفاق می‌افتد، لزوماً به موضوع آن گروه ربطی ندارد و ممکن است کابران در هر گروه اینترنتی، پیام دعوت از سوی افراد مختلف را دریافت کنند. کیفیت سایبرسکس، معمولاً به تصویر ذهنی‌ای که شرکت‌کنندگان حاضر در این بحث، در ذهن دیگران به وجود می‌آورند بستگی دارد.
در این امر، خیال پردازی و تعلیق ناباوری نقش مهمی را ایفا می‌کنند. سایبرسکس می‌تواند در چارچوب روابط موجود یا روابط صمیمی دوستانه اتفاق بی‌افتد، به عنوان مثال: درمیان زوج‌هایی که از لحاظ موقعیت جغرافیایی از هم دور هستند، یا در میان افرادی که هیچ شناختی تاکنون نسبت به یکدیگر نداشته‌اند، یا افراد ناشناس. در بعضی از این روابط، برای بهبود کیفیت، از  وب کم برای انتقال تصویر یک دیگر استفاده می‌کنند.

## محیط‌های سایبرسکس
سایبرسکس معمولاً در اتاق گفتگوهای اینترنتی مانند: (آی‌آرسی، گپ اینترنتی) و در پیام رسان‌های متنی، یا در سیستم‌های گفتگوی صوتی مانند اسکایپ یا در بازی‌های آنلاین اتفاق می‌افتد. در تعریف سایبرسکس به‌طور دقیق، اینکه خودارضایی واقعی در محیط آنلاین به شکلی از سایبرسکس شمرده شود،
هنوز مورد بحث است.
همچنین در بازی‌های آنلاین ویدیویی مانند: بازی‌های آنلاین چند نفره و MUD این قضیه بسیار مکرر رخ می‌دهد. هرچند که تأیید فعالیت‌های این نوع بازی‌ها، از هر بازی به بازی دیگر کاملاً متفاوت است.
بعضی بازی‌های آنلاین مانند Red Light Center منحصراً برای سایبرسکس طراحی و ساخته شده‌اند که به این بازی‌ها،  بازی‌های آنلاین چند نفره می‌گویند.